# 川瀬篤美
川瀬 篤美（かわせ あつみ 1937年 - ）は、日本の造園家。ランドスケープコンサルタントの株式会社環境設計研究室代表として日本の造園設計業に従事する。武蔵野美術大学造形学部建築学科の講師も歴任。

## 略歴等
1961年、東京農業大学農学部造園学科卒業。同年、招聘留学生として、ペンシルベニア大学に留学、同大学でイアン・マクハーグに師事しMLAを取得。帰国後の1964年、株式会社環境設計研究室（東京都港区）を設立。同社は1983年に白川環境整備計画で日本造園学会賞を受賞。1986年、三崎公園いわきマリンタワーで日本建築学会東北建築賞佳作、1988年、赤穂市海洋科学館で兵庫県みどりの建築賞受賞。1993年、二本松市城山総合体育館で第11回福島県建築文化賞、1994年、京都府立植物園新観覧温室で、第3回京都市都市景観賞、世田谷区呑川親水公園で、1993年手づくり郷土賞（人々が集い憩う水辺づくり）を受賞している。「法面の保護方法及び法面保護用コンクリートブロック」を1994年に特許出願したが拒絶されている。その他に、調公園（つきのみやこうえん、埼玉県さいたま市、ELAデザイン室と）などを手がけている。

## 著作
- 建設・造園技術者のための環境設計計画技法 ; オーム社　1977年
- ゴルフ場開発事業計画資料集 ; 三浦正敏と共著 綜合ユニコム　1985年
- デザイン・ウィズ・ネーチャー  イアン・L・マクハーグ著 ; 下河辺淳と同著で総括監訳 集文社、1994年